# منصور بهرامي
منصور بهرامي (بالفرنسية: Mansour Bahrami)‏ لاعب كرة تنس فرنسي، ولد في إيران بالتحديد في مدينة اراك، حصل على الجنسية الفرنسية عام 1986 , ولعب بأسم فرنسا، لم يحصل على أي لقب فردي أو زوجي، لكنه يعتبر من أكثر اللاعبين الفكاهيين في عالم التنس.